# Блохин, Николай Дмитриевич
Никола́й Дми́триевич Блохи́н (22 мая 1968 года, Ленинград) — российский художник, мастер портрета.

## Биография
Вся жизнь Николая Дмитриевича тесно связана с Санкт-Петербургским государственным академическим институтом живописи, скульптуры и архитектуры имени И. Е. Репина, в котором он сразу после окончания остался преподавателем кафедры рисунка. Блохин много выставляется в Европе, Китае и, особенно активно, в США — за это время состоялось более 30 персональных выставок в Нью-Йорке, Сан-Франциско, Чикаго, Лос-Анджелесе, Бостоне, Санта-Фе, Кармеле, Лас-Вегасе.
Участие в двух самых престижных международных конкурсах портрета приносит ему Гран-При международного конкурса Американской ассоциации художников-портретистов, проходившим в знаменитом музее Метрополитен в Нью-Йорке в 2002 году — Grand Prize in «International Portrait Competition of the American Society of Portrait Artists» (ASOPA) in the Metropolitan Museum of Art, New York City (2002) и приз Best of Show международного конкурса Общества художников-портретистов США, проходившем в Бостоне в 2004 году — Best of the Show in «International Portrait Competition of the Portrait Society of America» (PSA), Boston (2004).
Особо важной в выставочной биографии для самого Николая Блохина явилась персональная выставка в доме и студии великого русского мастера Николая Фешина (Taos Art Museum & Fechin House, 2008) в городе Таос, штат Нью-Мексико, США. В последнее время художник значительно чаще выставляется в России, что делает его имя известным и на родине.
С 1982 по 1986 гг. — Николай Блохин учился в Ленинградской Средней Художественной школе при Институте живописи, скульптуры и архитектуры им. И. Е. Репина.
В 1989 году поступает в Санкт-Петербургский академический институт живописи, скульптуры и архитектуры им. И. Е. Репина.
По окончании института, в 1995 году, проходит стажировку и преподаёт рисунок в творческой мастерской профессора Виктора Рейхета в Санкт-Петербургском государственном академическом институте живописи, скульптуры и архитектуры имени И. Е. Репина.
В 1998 году, закончив аспирантуру, остаётся преподавать на кафедре рисунка в мастерской профессора В. В. Пименова в Санкт-Петербургском академическом институте живописи, скульптуры и архитектуры им. И. Е. Репина.
С 1996 года член Союза художников России.
С 2002 года член Американской ассоциации художников-портретистов (ASOPA).
C 2004 года член Общества художников-портретистов Америки (PSA).

## Премии
Николай Блохин — единственный в мире художник, завоевавший высшие награды в двух самых престижных, конкурирующих между собой, художественных конкурсах США — PSA и ASOPA.
- 2002 год — Гран При Международного конкурса Американской ассоциации художников — портретистов (American Society of Portrait Artists (ASOPA) в Метрополитен-Музее, Нью-Йорк, США.
- 2004 год — Приз Best of Show Международного конкурса Общества художников-портретистов Америки (International Portrait Competition of the Portrait Society of America (PSA), Бостон, США.

## Творчество
Работы Блохина впечатляют мощным эмоциональным зарядом, пульсирующим цветом, свободной пастозной фактурной живописью и точными линиями рисунка. Это полнокровная реалистическая живопись, где усвоение традиций высокой профессиональной культуры открывает дверь к свободе собственного высказывания.
Творчество Николая Блохина привлекает разнообразием жанров и богатством тем. Здесь портрет и жанр, мифология и ню, натюрморт и пейзаж. Он любит игру как таковую, поэтому тема шута, переодевания, — среди любимых. Ворох красок шутовского наряда и бубенчики на колпаках, роскошные костюмы венецианских принцесс или пестрота платья цыганки — это мир причудливого, фантазийного карнавала. Карнавала яркого, шумного, ослепляющего блеском мишуры, но и скоротечного, маскирующего неуверенность и усталость. Это не сама жизнь, а размышления о жизни, когда личные впечатления пропущены через многовековой опыт, сконцентрировавшийся в тысячах произведений художников прошлого.

## Выставки
C 1996 года Николай Блохин участник групповых выставок в России, Финляндии, Франции, Англии, Германии, Голландии, Китае, США.
Состоялось 40 персональных выставок, среди которых:
C 2000 по 2005 год — Ежегодные выставки в Richard Thomas Galleries, Сан-Франциско и Кармел, штат Калифорния, США
С 2000 года Ежегодные выставки в Hilligoss Galleries и The Studio of Long Grove, Чикаго, штат Иллинойс, США
- 2002 — «Cultural Program of the 2002 Winter Olympics», Парк-Сити, штат Юта, США

С 2003 года Ежегодные выставки в Classic Art Gallery, Кармел и Палм Десерт, штат Калифорния, США
С 2005 года Ежегодные выставки в Downey Gallery, Санта-Фе, штат Нью Мексико, США
- 2006 — Россия, Санкт-Петербург, Выставочный Центр Санкт-Петербургского Союза художников
- 2006 — Россия, Москва, Политехнический музей
- 2008 — США, Таос, Музей искусств Таоса и Дом Н. И. Фешина (Taos Art Museum&Fechin House)

В 2010 году персональные выставки Николая Блохина прошли в музеях и выставочных комплексах крупнейших городов России:
- 2010 — Россия, Санкт-Петербург, Парадные залы Научно-исследовательского музея Российской Академии Художеств
- 2010 — Россия, Нижний Новгород, Нижегородский Государственный Выставочный Комплекс
- 2010 — Россия, Казань, Государственный музей изобразительных искусств Республики Татарстан
- 2010 — Россия, Москва, Центральный дом художника
- 2010 — Россия, Воронеж, Воронежский областной художественный музей им. И. Н. Крамского
- 2010 — Россия, Саратов, Саратовский художественный музей имени А. Н. Радищева
- 2011 — Россия, Самара, галерея «Вавилон»
- 2012 — Россия, Екатеринбург, Екатеринбургский музей изобразительных искусств
- 2012 — Russia, Moscow, Exposition Hall of Federation Council of Russia — Personal Exhibition
- 2012 — USA, Los Angeles, Los Angeles Fine Art Show
- 2012 — USA, Aspen, E. S. Lawrence Gallery- Personal Exhibition
- 2012 — USA, Palm Desert, «Classic Art Gallery» — Personal Exhibition
- 2012 — USA, Chicago, «Hilligoss Galleries» — Personal Exhibition
- 2013 — USA, Chicago, International Antiques & Art Fair
- 2013 — USA, Chicago, «Hilligoss Galleries» — Personal Exhibition
- 2014 — USA, Carmel-by-the-sea, «Classic Art Gallery» — Personal Exhibition
- 2014 — China, Shanghai, Shanghai Institute of Visual Arts SIVA
- 2015 — China, Shanghai, Quan Shanshi Shanghai Art Center
- 2015 — USA, Las Vegas, «Arte Fino Gallery» — Personal Exhibition
- 2015 — USA, Laguna Beach, «Elena Fine Art Gallery» — Personal Exhibition
- 2016 — USA, Indiana Wells, Indiana Wells International Art Show
- 2016 — USA, New York, New York Art Show
- 2016 — Taiwan, Taipei, Art Taipei
- 2017 — USA, Laguna Beach, «Elena Fine Art Gallery» — Personal Exhibition
- 2017 — USA, Las Vegas, «Arte Fino Gallery» — Personal Exhibition
- 2017 — USA, San Diego, «Agora Gallery» — Personal Exhibition
- 2018 — USA, Carmel-by-the-sea, «Classic Art Gallery» — Personal Exhibition
- 2018 — USA, San Diego, «Agora Gallery» — Personal Exhibition
- 2019 — USA, Carmel-by-the-sea, «Classic Art Gallery» — Personal Exhibition
- 2019 — USA, San Diego, «Agora Gallery» — Personal Exhibition
- 2019 — USA, San Diego, «Art San Diego»- Contemporary Art Fair
- 2019 — Россия, Екатеринбург, Галерея «Стены», персональная выставка
- 2020 — Россия, Москва, Art Russia 2020
- 2021 — Россия, Екатеринбург, МЦИ «Главный Проспект», персональная выставка
- 2022 — Россия, Москва, Art Russia 2022
- 2023 — Россия, Санкт-Петербург, арт-пространство «Метамодернисты», персональная выставка рисунков
- 2023 — Россия, Сергиев Посад, Сергиево-Посадский государственный историко-художественный музей-заповедник

## Музеи и частные коллекции
Работы находятся:
- Политехнический музей, Москва, Россия,
- Государственный музей изобразительных искусств Республики Татарстан Казань, Россия,
- Екатеринбургский музей изобразительных искусств, Россия,
- Музей современного русского искусства г. Джерси (Museum of Contemporary Russian Art) Джерси-Сити, штат Нью-Джерси, США,
- Воронежский областной художественный музей им. И. Н. Крамского, Россия,
- Саратовский художественный музей имени А. Н. Радищева, Россия,
- Самарский художественный музей, Россия,
- Национальная галерея в Праге,
- Пекинский музей современного искусства (Beijing Contemporary Art Museum, Beijing), Китай,
- Художественная галерея Академии изобразительных искусств Лу Синя, Шэньян (Art Gallery of Lu Xun Academy of Fine Arts, Shenyang), Китай,
- Музей искусств Таоса и Дом Н. И. Фешина (Taos Art Museum & Fechin House), Таос, штат Нью-Мексико, США,

а также в частных коллекциях России, Голландии, США, Финляндии, Китая, Италии, Франции, Англии, Испании, Германии, Австралии и Японии